# Волисполком

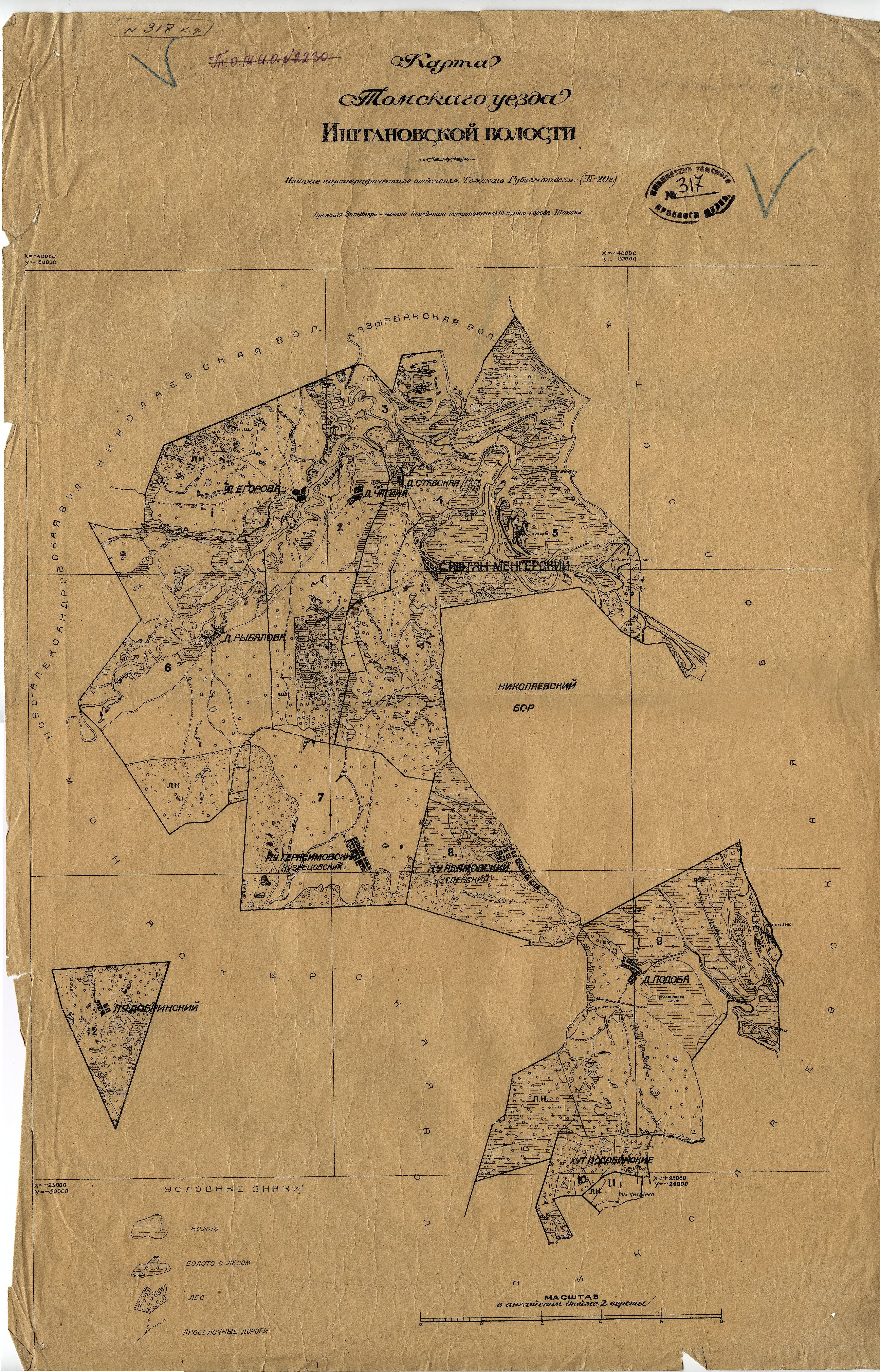
Карта Иштановской волости Томского уезда. 1920 год

Волостные исполнительные комитеты (волисполкомы, ВИК) — высшие органы власти советской власти в пределах своих полномочий в период между съездами волостных Советов в волостях РСФСР и СССР до упразднения волостного деления. 

## История
Исполнительные комитеты волостных советов начали создаваться в 1917 году. Во время Гражданской войны в регионах, где было колчаковское правление в основном прекратили деятельность. К маю-июню 1920 года восстановлены на базе волостных ревкомов как распорядительные и исполнительные органы советской власти в волостях. Волисполкомы были ликвидированы в 1924 году в связи с переходом к районному административному делению.